# 卢怀仁
卢怀仁（？—？），字子友，范阳郡涿县（今河北省涿州市）人，出自范阳卢氏北祖大房，北魏司徒司马卢道将的儿子，东魏、北齐时期的官员。

## 生平
卢怀仁研究学问有文采，性情恬静安详，有悠然自得的情趣。东魏武定年间，官至太尉铠曹参军，后历任太尉记室、弘农郡太守，也不去上任，选择在陈留郡居住，著有诗、赋、铭、颂二万多字，又撰写《中表实录》二十卷。卢怀仁很有操行，善于与人交往，和琅邪王衍、陇西李寿之感情好彼此投合。卢怀仁曾经对王衍说：“昔日陈寔德行很高，许劭知道却不去拜访；嵇康本性刚正，锺会来拜访也不和锺会说话。我处于陈寔和嵇康之间的水平，去除了他们身上太绝对的个性。”王衍认同卢怀仁这番话。卢怀仁死于武平末年。

## 家族

### 父亲
- 卢道将，北魏司徒司马

### 兄弟
- 卢怀祖，太学博士、员外散骑侍郎

### 子女
- 卢彦卿，唐朝石门县县令、东宫学士
- 卢彦章，唐朝武彊县县令
- 卢彦高，唐朝万年县县长
- 卢璬，唐朝沂州录事参军